# Nørremølle
Nørremølle er en gård ved Sottrupskov på Sundeved. Gården er den sønderjyske politiker H.P. Hanssens fødested (født 21. februar 1862).

## Historie
Nørremølle, der nævnes første gang 1535 var oprindelig en kornmølle ved Snogbækken, men da hertug Hans den Yngre (1545-1622) ledte bækkens vand til Sandbjerg, blev møllen nedlagt. Omkring 1630 var der på stedet en lille krudtmølle, som eksploderede. Krudtmølle blev genopført i 1674. Stedet var derefter fæstegård under Sandbjerg Gaard
1778 køber Christen Hansen, (1748-1848) "Nørremølle". 1819 overtager sønnen Chr. Hanssen (1825-91) det lille landsted med et par tønder land. På gården oprettede han købmandsbutik, brændevinsbrænderi, malteri og ølbryggeri, samtidig med at han drev et lille landbrug. Senere købte han jord og Nørremølle blev en større gård. Hans søn, den nationalbevidste Christen Hanssen overtog gården i 1848 og udvidede gårdens areal og byggede det store nuværende stuehus. Det gamle brænderi blev i 1857 afløst af et større moderne dampbrænderi. Staldene blev udvidet med en stor kvæg og malkebesætning. Markarealet blev omkring 1860 udvidet til det dobbelte ved køb af en nabogård.
Nørremølle, der ligger ca. 8 km nord for Dybbølskanserne blev i april 1864 inddraget i den 2. Slesvigske Krig. Mange af familiens nære slægtninge, der var blevet fordrevet fra deres sønderskudte og nedbrændte gårde, søgte tilflugt på gården. Efterhånden som fjenden rykkede frem, blev gården også indkvarteringssted for 400 prøjsiske pionersoldater. Den 25. juni udløb våbenhvilen og familien Hanssen blev vidner til at de 400 preussiske pionersoldater i skoven nede ved Alssund om natten opkastede volde til kanoner, byggede tømmerflåder og udskibningsbroer. Den 29. juni rykkede preussiske kolonner af landgangsstyrker forbi Nørremølle og frem mod Alssund.
Efter at Sønderjylland i 1864 blev en del af Preussen ophørte Chr. Hanssen med brænderiet. Familien på Nørremølle var gæstfrie, huset stod altid åbent for gæster fra Danmark.

## Ekstern henvisning
54°58′00.8″N 09°43′34.4″Ø / 54.966889°N 9.726222°Ø
|  | Denne artikel om en bygning eller et bygningsværk kan blive bedre, hvis der indsættes et (bedre) billede. Du kan hjælpe ved at afsøge Wikimedia Commons for et passende billede eller lægge et op på Wikimedia Commons med en af de tilladte licenser og indsætte det i artiklen. |